# Dobrovolná skromnost
Dobrovolná skromnost (jednoduchý/prostý život) je životní styl zahrnující praktiky minimalizující složitost života. Nemusí však nutně jít o asketismus. Je reakcí na materialismus, konzumerismus a okázalou spotřebu. Může mít náboženský, spirituální i sekulární důvod.
V České republice termín použila socioložka a environmentalistka Hana Librová ve své knize Pestří a zelení. Kapitoly o dobrovolné skromnosti, která vyšla v roce 1994. 

## Praktiky
Mezi praktiky patří například dobrovolnictví, zjednodušení stravy či bydlení. Může se tak zvyšovat kvalita života (QOL). 
Některých aspektů dobrovolného jednoduchého života v minimálním kontaktu se společností se také dotýká kniha rozhovorů Aleše Palána Raději zešilet v divočině. Setkání s šumavskými samotáři (2018). 